# Portrane
Portrane (Port Reachrainn en irlandais) est une ville du comté de Dublin en république d'Irlande.
La ville de Portrane compte 1 532 habitants.